# Église d'Askola
 (février 2024).
L'église d'Askola (en finnois : Askolan kirkko) est une église luthérienne située à Askola en Finlande.

## Description

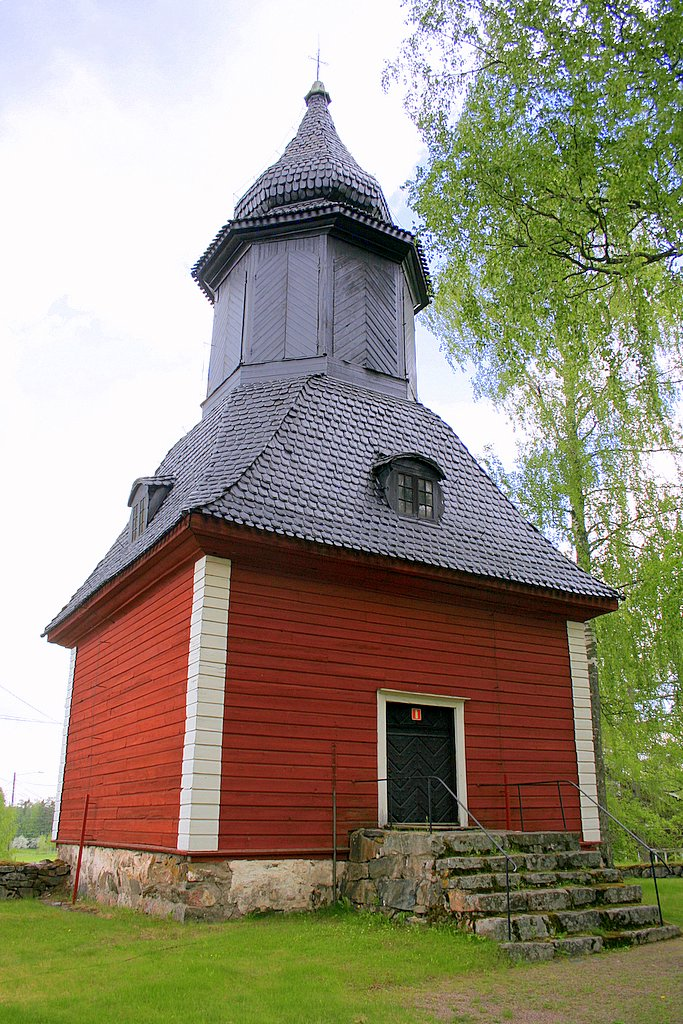
Le clocher de l'église.

Conçue par Mats Åkergren, l'église en bois est construite en 1799.  
le clocher est construit en 1800 aussi selon les plans de Mats Åkergren.
Les trois tableaux du retable peints par J.P. Kihlmarck représentent : Le christ sur le mont des oliviers, l'ascension, nuages .
La chaire de style baroque a une grande valeur historique. 
Selon l'historien Lauri Heiman, elle proviendrait un pillage de guerre en Allemagne durant la guerre de Trente Ans. 
Elle a été offerte à la cathédrale luthérienne de Porvoo puis à l'église précédente d'Askola.
On y voit les images de Moïse et de cinq apôtres. 